# Coronel Dorrego
Coronel Dorrego è un comune dell'Argentina situato nella provincia di Buenos Aires. La località è il capoluogo amministrativo del Partido di Coronel Dorrego.

## Storia
Fu fondata nel 1881 ed è intitolata alla memoria del militare e politico argentino Manuel Dorrego.